# Александр Римский
Алекса́ндр Ри́мский — христианский мученик, пострадавший в начале IV века.

## Жизнеописание
Александр был воином и служил в Риме, в полку трибуна Тивериана. Когда римской император Максимиан Геркул (284—305) издал приказ, которым обязал граждан в определённый день принести жертву в храме Зевса, трибун Тивериан, собрав своих воинов, отдал им приказ идти на это жертвоприношение, однако Александр отказался приносить жертву языческим богам. Тивериан донёс императору Максимиану, что среди его воинов имеется христианин. 
За Александром сразу же были отправлены воины, которые должны были доставить его императору. Святой Александр перед лицом императора исповедал свою веру во Христа и отказался кланяться идолам. Император пытался соблазнить юношу обещанием почестей, но Александр остался твёрд, вследствие чего был подвергнут мучениям, которые он мужественно переносил. 
Максимиан отдал Александра во власть трибуна Тивериана, отправленного во Фракию для мучения христиан. Александра заковали в цепи и повели во Фракию. На протяжении пути святой мученик неоднократно подвергался жестоким истязаниям. В городе Дризипере Александр был приговорён Тиверианом к смерти и казнён (обезглавлен).

## Память
Память Александра Римского в православии отмечается 13 (26) мая. Мощи святого находятся в церкви святых Александра и Агапита в монастыре святого Серафима Саровского близ Пистоя, в Италии.

## Соимённые мученики
В Риме прославился ряд других святых по имени Александр:
- Александр I (папа римский), священномученик, память 3 мая
- Александр, мученик, пострадал с Эвентием и Феодулом, память 3 мая
- Александр, мученик, один из семи св.братьев Римских, память 10 июля
- Александр, мученик, сын св.мученика Клавдия и св. мученицы Препединги, брат св. мученика Куфия и племянник св. мученика Максима, память 24 августа. Они, а также родственница их св. мученица Сусанна пострадали во времена правления императора Диоклетиана (см. Сусанна Римская)

### Комментарии
1. ↑  Согласно с тем, что святой служил в римской армии с около 284 года, тогда ему было около 20 лет. Основной возраст для вступления в армию Римской империи был 20 лет.